# Шосен (Ду)
Шосен (фр. Chaucenne) насеље је и општина у источној Француској у региону Франш-Конте, у департману Ду која припада префектури Безансон.
По подацима из 2011. године у општини је живело 538 становника, а густина насељености је износила 110,25 становника/km². Општина се простире на површини од 4,88 km². Налази се на средњој надморској висини од 224 метара (максималној 262 m, а минималној 212 m).

## Демографија
| 1962. | 1968. | 1975. | 1982. | 1990. | 1999. | 2011. |
| ----- | ----- | ----- | ----- | ----- | ----- | ----- |
| 167   | 171   | 237   | 313   | 442   | 470   | 538   |

График промене броја становника у току последњих година